# Giải bóng đá trong nhà vô địch quốc gia 2016 – Giai đoạn 2
 Giai đoạn 2 diễn ra bắt đầu từ ngày 27 tháng 3 năm 2016

Thời gian, địa điểm cho các cặp thi đấu chưa được xác định

Theo quy ước thống kê trong bóng đá, các trận đấu quyết định ở hiệp phụ được tính là trận thắng và trận thua, trong khi các trận đấu bằng cách quyết định bằng phạt đền được tính là trận hòa.

| VT | Đội             | ST | T | H | B | BT | BB | HS | Đ | Kết quả              |
| -- | --------------- | -- | - | - | - | -- | -- | -- | - | -------------------- |
| 1  | Sanna Khánh Hòa | 0  | 0 | 0 | 0 | 0  | 0  | 0  | 0 | Chiến thắng mùa giải |
| 2  | Thái Sơn Bắc    | 0  | 0 | 0 | 0 | 0  | 0  | 0  | 0 | Á quân               |
| 3  | Thái Sơn Nam    | 0  | 0 | 0 | 0 | 0  | 0  | 0  | 0 |                      |
| 4  | Sanatech KH     | 0  | 0 | 0 | 0 | 0  | 0  | 0  | 0 |                      |
| 5  | Tân Hiệp Hưng   | 0  | 0 | 0 | 0 | 0  | 0  | 0  | 0 |                      |
| 6  | Hoàng Thư       | 0  | 0 | 0 | 0 | 0  | 0  | 0  | 0 |                      |
| 7  | Sài Gòn F.C.    | 0  | 0 | 0 | 0 | 0  | 0  | 0  | 0 |                      |
| 8  | Cao Bằng        | 0  | 0 | 0 | 0 | 0  | 0  | 0  | 0 |                      |